# Şekerli, Narman
Şekerli là một thị trấn thuộc huyện Narman, tỉnh Erzurum, Thổ Nhĩ Kỳ. Dân số thời điểm năm 2011 là 1.513 người.